# Martin-Luther-Bund
Der Martin-Luther-Bund ist das Diasporawerk der VELKD und ging 1932 aus dem Zusammenschluss regionaler Gotteskastenvereine hervor, deren erster 1853 durch Ludwig Adolf Petri, Rudolf Steinmetz und August Friedrich Otto Münchmeyer in Hannover gegründet wurde. Aufgabe des Bundes ist es, lutherischen Kirchen und Gemeinden in der Diaspora finanziell und geistlich beizustehen und den theologischen Austausch mit diesen Kirchen zu fördern.

## Geschichte
Die Wurzeln des Bundes liegen in der Unterstützung lutherischer (deutscher) Auswanderer des 19. Jahrhunderts, die in Gebiete zogen, in denen die lutherische Kirche nicht organisiert war. Süd-Brasilien, ein bedeutendes Ziel deutscher Auswanderung ab 1824, steht seitdem im Mittelpunkt, ebenso die Kirchen und Gemeinden Osteuropas und Mittelasiens, zu denen der Bund auch in der Zeit vor dem Zerfall der Sowjetunion intensive Kontakte gehalten und so die Rechte dieser religiösen Minderheit gestärkt hat.

## Organisation
Der Martin-Luther-Bund besteht in Deutschland aus 12 Zweigvereinen sowie einer Arbeitsgemeinschaft: Baden, Bayern, Braunschweig, Hamburg, Hannover, Lippe, Lübeck-Lauenburg, Oldenburg, Sachsen, Schaumburg-Lippe, Schleswig-Holstein und Württemberg; die drei Zweigvereine in der Nordkirche: Hamburg, Lübeck-Lauenburg und Schleswig-Holstein bilden eine Arbeitsgemeinschaft Martin-Luther-Bund in der Ev.-luth. Kirche in Norddeutschland. Jährlich tagt die Bundesversammlung.
Die Zentralstelle des Bundes hat ihren Sitz in Erlangen, als Nachfolger von Rainer Stahl führt Michael Hübner seit 2016 als Generalsekretär die Geschäfte. Präsident war von 2008 bis Februar 2015 der Oberkirchenrat und Regensburger Regionalbischof Hans-Martin Weiss, der seinen langjährigen Vorgänger, Oberkirchenrat Claus-Jürgen Roepke ablöste. Von März 2015 bis Dezember 2016 bekleidete Rudolf Keller das Amt. Im Januar 2017 folgte ihm der damalige Landesbischof von Sachsen, Carsten Rentzing.
Martin-Luther-Vereine haben sich außerhalb Deutschlands in Österreich, der Schweiz und Liechtenstein, den Niederlanden, Frankreich, Ungarn, Tschechien, der Slowakei, Südafrika, Namibia, Brasilien und Chile gebildet.
Der Verein stimmt seine Arbeit eng mit dem Gustav-Adolf-Werk der EKD ab.

## Veröffentlichungen
- Lutherische Kirche in der Welt: Jahrbuch des Martin-Luther-Bundes 17.1970(1969)ff. (Vorgänger: Jahrbuch des Martin-Luther-Bundes 1.1946-16.1969(1968))
- Lutherischer Dienst 1.1965ff. (vierteljährlich)